# Черноспинный агути
Черноспинный агути (Dasyprocta prymnolopha) — вид грызунов рода агути семейства агутиевые. Этот вид — эндемик северо-востока Бразилии.